# Mary Wells Lawrence
Mary Wells Lawrence, née Mary Georgene Berg le 25 mai 1928 à Youngstown (Ohio) et morte le 11 mai 2024 à Londres (Angleterre), est une femme d'affaires américaine.

## Biographie
Mary Wells Lawrence est jusqu'en 1990 la présidente fondatrice de Wells, Rich, Greene, une agence de communication connue pour son travail créatif. Elle est la première femme directrice générale d'une entreprise cotée à la Bourse de New York.
Mary Wells Lawrence reçoit le Lion de St. Mark au Festival international de la créativité 2020 à Cannes.

## Slogans publicitaires

Logo I Love New York, 1977.

- I can’t believe I ate the whole thing – Alka-Seltzer
- Try it, you’ll like it – Alka-Seltzer
- I Love New York
- Trust the Midas touch
- At Ford, Quality is Job 1
- Flick your BIC
- Raise your hand if you’re Sure – déodorant Sure (Rexona)